# ويليام إيفيرارد
ويليام إيفيرارد هو سياسي أسترالي، ولد في 1869، وتوفي في 12 أبريل 1950. انتخب عضو الجمعية التشريعية  في فيكتوريا ‏.